# Armando Reyes Ledesma
Armando Reyes Ledesma (Torreón, Coahuila, 10 de abril de 1972) es un activista social y político mexicano, miembro del Partido del Trabajo. Fue diputado federal desde 2018 hasta 2024.

## Reseña biográfica
Armando Reyes Ledesma nació en la ciudad de Torreón, Coahuila, sin embargo desde su juventud se trasladó a Ensenada, Baja California, donde ha desarrollado su actividad política. Cuenta con estudios hasta el nivel de bachillerato.
Desde 1995 ha trabajado como gestor social en colonias populares de Ensenada, y ha sido fundador del Fraccionamiento Victoria, del mercado sobre ruedas 10 de abril, el mercado Común de Maneadero y del mercado sobre ruedas del Sauzal; y desde ese año hasta 2001 fue integrante del Consejo de Desarrollo Municipal de Ensenada.
En 2003 fue coordinador de la Unión Nacional de Trabajadores de Baja California y en 2005 de la Unión Enlace y Fuerza Obrera Campesina; además como miembro del Partido del Trabajo fue dirigente del comité estatal, miembro de la comisión ejecutiva estatal y coordinador estatal del partido.
Fue electo en dos ocasiones regidor al ayuntamiento de Ensenada, de 2004 a 2007 y de 2010 a 2013; y concluyendo esta último periodo, fue electo diputado a la XXI Legislatura del Congreso de Baja California, ejerciendo de 2013 a 2016.
En 2018 fue electo diputado federal por el Distrito 3 de Baja California a la LXIV Legislatura postulado por la coalición Juntos Haremos Historia e integrando la bancada del PT, en dicha legislatura fue secretario de la comisión de Infraestructura; e integrante de las de Energía; y de Marina.
En 2021 fue reelecto diputado federal por el miss amo distrito a la LXV Legislatura, que ejerció hasta 2024. En la Cámara de Diputados fue secretario de la comisión de Bienestar; e integrante de las comisiones de Hacienda y Crédito Público; y de Infraestructura.